# Cześć kapitanie
Cześć kapitanie – polski czarno-biały film sensacyjny z 1967 roku, w reżyserii Ewy i Czesława Petelskich.

## Opis fabuły
Agentom polskiego kontrwywiadu wymyka się szpieg. W jego rękach znajdują się materiały, które wcześniej zabrał innemu agentowi. Szpieg udaje się do skrzynki kontaktowej, która znajduje się na działce, ale zamiast znajomego łącznika spotyka tam kobietę. Kobieta, z początku nieświadomie, a potem zainteresowana możliwością zarobienia dużych pieniędzy, pomaga agentowi w ucieczce. Własnym samochodem najnowszej marki Syrena wozi po kraju uciekiniera. Ten nie wie jednak, że wpadł w starannie przygotowaną pułapkę, a zachowanie „lekarki” nie jest sprawą przypadku.

## Obsada aktorska[1]
- Barbara Horawianka (kapitan Orlik)
- Andrzej Łapicki (szpieg)
- Gustaw Lutkiewicz (Szyszka, właściciel warsztatu samochodowego, wspólnik szpiega)
- Wiesław Gołas (Mundek, człowiek Szyszki)
- Zygmunt Kęstowicz (kapitan MO)
- Bolesław Płotnicki (pułkownik MO)
- Zofia Merle (opiekunka campingu)
- Ryszard Pietruski (wywiadowca MO)
- Witold Dębicki (milicjant przed wystawą komisu)
- Kazimierz Stankiewicz (mężczyzna w lokalu)